# ICC KnockOut de 2000
Navigation
1998 2002
L'ICC Knockout de 2000 est la deuxième édition de l'ICC KnockOut (rebaptisé ICC Champions Trophy lors de la compétition suivante). Elle est organisée du 12 septembre au 3 octobre 2000 au Kenya. Onze équipes s'affrontent au cours d'un total de dix matchs. Le trophée est remporté par la Nouvelle-Zélande, après sa victoire en finale contre l'Inde.

## Équipes participantes
| Nations test - Afrique du Sud - Angleterre - Australie - Inde - Indes occidentales - Nouvelle-Zélande - Pakistan - Sri Lanka - Zimbabwe | Autres équipes - Bangladesh - Kenya |

## Déroulement

### Pré-quarts de finale
Six équipes se sont affrontées au cours de matchs à élimination directe pour accéder aux quarts de finale :
- L'Inde a battu le Kenya
- Le Sri Lanka a battu les Indes occidentales
- L'Angleterre a battu le Bangladesh

### Tournoi final
|  | Quarts de finale | Quarts de finale |          |       | Demi-finales | Demi-finales |  |  | Finale     | Finale     |
|  | Quarts de finale | Quarts de finale |          |       | Demi-finales | Demi-finales |  |  | Finale     | Finale     |
|  |                  |                  |          |       |              |              |  |  |            |            |
|  | 7 octobre        | 7 octobre        |          |       | 11 octobre   | 11 octobre   |  |  | 15 octobre | 15 octobre |
|  | 7 octobre        | 7 octobre        |          |       | 11 octobre   | 11 octobre   |  |  | 15 octobre | 15 octobre |
|  | Inde             | 265/9            |          |       | 11 octobre   | 11 octobre   |  |  | 15 octobre | 15 octobre |
|  | Inde             | 265/9            |          |       | 11 octobre   | 11 octobre   |  |  | 15 octobre | 15 octobre |
|  | Australie        | 245              |          |       | 11 octobre   | 11 octobre   |  |  | 15 octobre | 15 octobre |
|  | Australie        | 245              | Pakistan | 252   |              |              |  |  | 15 octobre | 15 octobre |
|  | 8 octobre        |                  | Pakistan | 252   |              |              |  |  | 15 octobre | 15 octobre |
|  |                  | Nouvelle-Zélande | 255/6    |       |              |              |  |  | 15 octobre | 15 octobre |
|  | Sri Lanka        | Nouvelle-Zélande | 255/6    | 194   |              |              |  |  | 15 octobre | 15 octobre |
|  | Sri Lanka        |                  |          | 194   |              |              |  |  | 15 octobre | 15 octobre |
|  | Pakistan         | 195/1            |          |       |              |              |  |  | 15 octobre | 15 octobre |
|  | Pakistan         | 195/1            | Inde     | 264/6 |              |              |  |  |            |            |
|  | 9 octobre        |                  | Inde     | 264/6 |              |              |  |  |            |            |
|  |                  | Nouvelle-Zélande | 265/6    |       |              |              |  |  |            |            |
|  | Nouvelle-Zélande | Nouvelle-Zélande | 265/6    | 265/7 |              |              |  |  |            |            |
|  | Nouvelle-Zélande | 12 octobre       |          | 265/7 |              |              |  |  |            |            |
|  | Zimbabwe         | 201              |          |       |              |              |  |  |            |            |
|  | Zimbabwe         | 201              | Inde     | 255/6 |              |              |  |  |            |            |
|  | 10 octobre       |                  | Inde     | 255/6 |              |              |  |  |            |            |
|  |                  | Afrique du Sud   | 200      |       |              |              |  |  |            |            |
|  | Angleterre       | Afrique du Sud   | 200      | 182   |              |              |  |  |            |            |
|  | Angleterre       |                  |          | 182   |              |              |  |  |            |            |
|  | Afrique du Sud   | 184/2            |          |       |              |              |  |  |            |            |
|  | Afrique du Sud   | 184/2            |          |       |              |              |  |  |            |            |